# Rif (Gebirgszug)

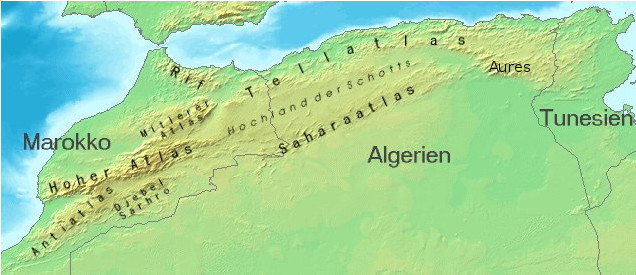
Das gesamte Atlasgebirge topografisch und politisch

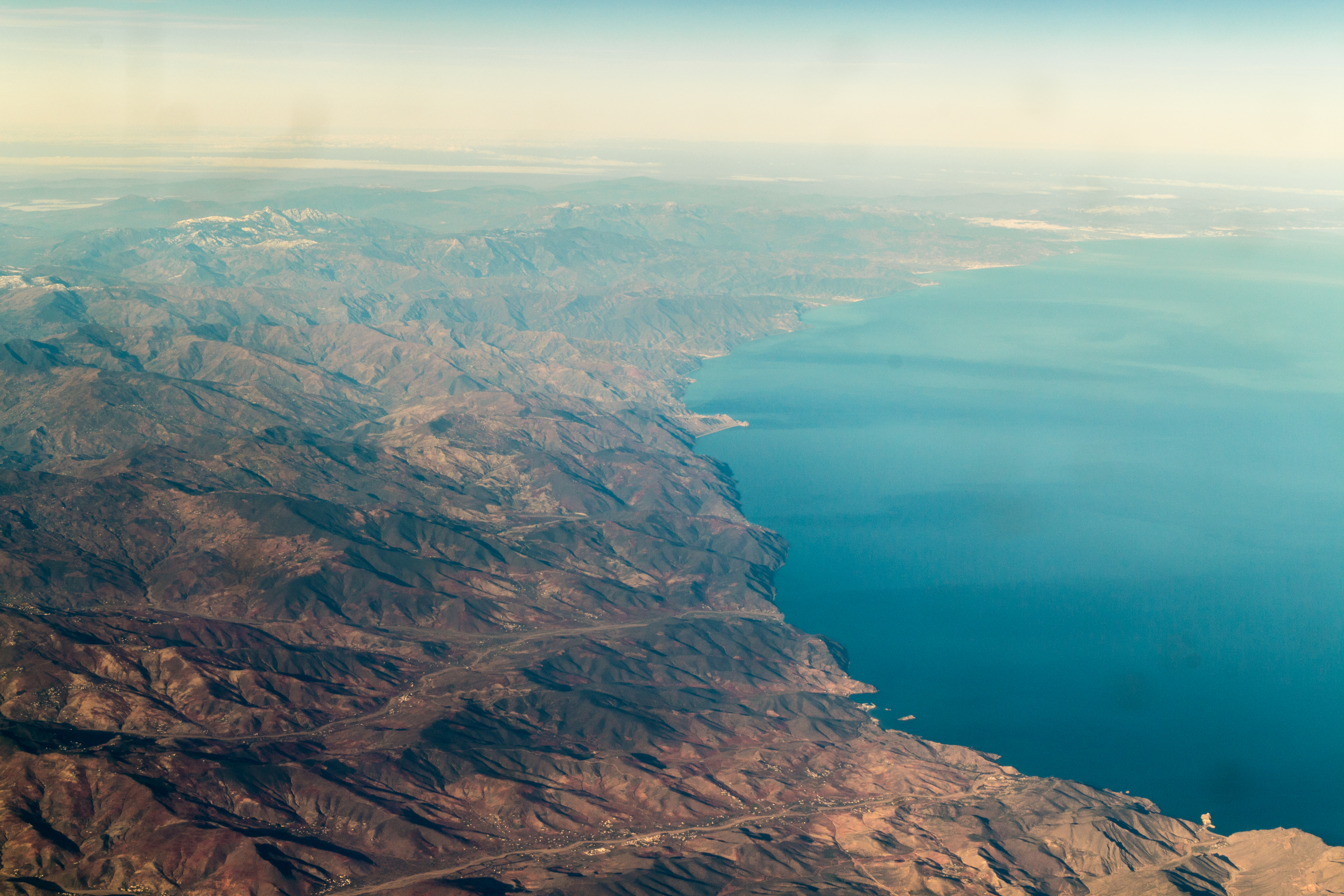
Marokko Mittelmeerküste (Westseite) – Luftbild von Bades über El Jebha bis Tétouan mit Rif-Gebirge

Das Rif (auch Er Rif; arabisch جبال الريف, DMG Ǧibāl ar-Rīf, Tarifit ⵉⴷⵓⵔⴰⵔ ⵏ ⴰⵔⵔⵉⴼ Idurar n Arrif) ist eine zum Atlasgebirge in Nordafrika gehörende Gebirgskette von etwa 350 Kilometern Länge in Marokko.

## Lage und Klima
Das Rifgebirge grenzt im Norden unmittelbar ans Mittelmeer; es bildet den afrikanischen Vorsprung zur Straße von Gibraltar und gipfelt dort im ca. 850 m hohen Jbel Musa, der dem Felsen von Gibraltar auf der Iberischen Halbinsel gegenüberliegt. Die höchste Erhebung ist mit 2448 m Höhe der Jbel Tidirhine. Südlich wird das Rif von den Gebirgsketten des Mittleren Atlas, östlich von denen des Tellatlas abgelöst.
Das Klima im westlichen Teil des Rifgebirges ist mit ca. 700 mm/Jahr für marokkanische Verhältnisse durchaus regenreich, wobei das Sommerhalbjahr eher trocken ist. Die Nachttemperaturen können im Winter bis auf den Gefrierpunkt fallen; manchmal gibt es sogar Schnee. Der östliche Teil ist insgesamt wärmer und trockener; im Sommer werden manchmal Tagestemperaturen von über 40 °C erreicht.

## Bevölkerung
Das Rifgebirge ist nicht sehr stark besiedelt, zählt man jedoch die am Rand liegenden Städte Tanger mit etwa 1 Million Einwohnern und Tétouan mit etwa 400.000 Einwohnern hinzu, sieht dies etwas anders aus. Die größte Stadt im Rifgebirge selbst ist Chefchaouen mit gut 45.000 Einwohnern. Ein großer Teil der Bevölkerung besteht aus berberischen Rifkabylen, die Tarifit und daneben häufig marokkanisches Arabisch sprechen.

## Wirtschaft
Die Bewohner des stark zerklüfteten Rifgebirges lebten jahrhundertelang in einer Art Selbstversorgungswirtschaft. Angebaut wurden Getreide (Weizen, Gerste, Hirse etc.) und Gemüse (Kartoffeln, Ackerbohnen, Karotten, Melonen etc.); daneben wurden Schafe, Ziegen und Esel gezüchtet – letztere vor allem als Reit- und Lasttiere. Die verbesserten Transportmöglichkeiten während und nach der Kolonialzeit brachten es mit sich, dass auch entferntere Märkte beschickt werden konnten. Daneben ist Marokko der weltgrößte Exporteur von Haschisch. Die Hanfpflanzen werden überwiegend im Rifgebirge östlich von Chefchaouen mit dem Zentrum um Issaguen (früher Ketama) angebaut.

## Geschichte
Vom 8. bis 11. Jahrhundert gehörten weite Teile des Rif-Gebirges zum Emirat Noukour, welches um die Mitte des 11. Jahrhunderts von den Fatimiden abgelöst wurde. Danach herrschten nominell die Almoraviden, Almohaden, Meriniden und Saadier über das bergige und von verschiedenen Berberstämmen kontrollierte Gebiet, doch erst mit den Alawiden kam eine gewisse Stabilität in die Region.
Im Jahr 1912 kamen der Nordhang des Gebirges und die Mittelmeerküste unter spanisches Protektorat; Tanger wurde zu einer international verwalteten Zone. Doch konnten die Spanier ihren Einfluss nur entlang der Mittelmeerküste ausbauen; in den Jahren 1921 bis 1926 erhoben sich die Bewohner der Region unter Abd al-Karim gegen die spanische Kolonialherrschaft und errichten die kurzlebige unabhängige Rif-Republik.